# (16361) 1979 MS1
A (16361) 1979 MS1 a Naprendszer kisbolygóövében található aszteroida. Eleanor F. Helin és Schelte J. Bus fedezte fel 1979. június 25-én.